# Futebol feminino

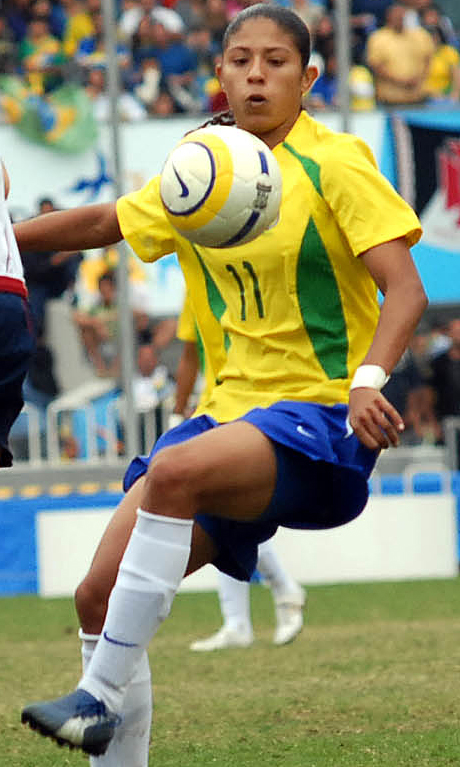
Cristiane Rozeira de Souza Silva atuando pela seleção brasileira.

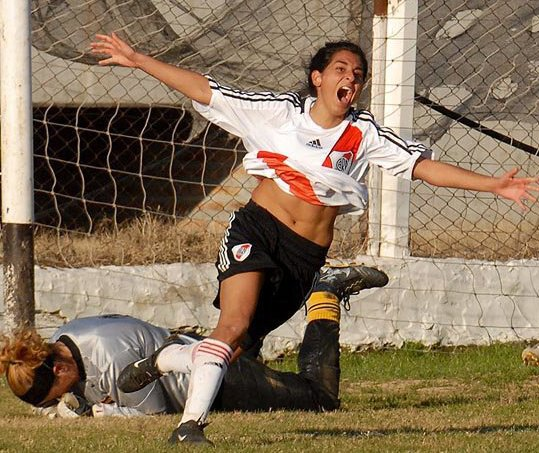
Maria Pia Gomez e Emilia Mendietal durante partida entre Boca Juniors e River Plate em 2011

O futebol feminino é a modalidade do futebol praticado com equipes compostas somente por mulheres. Apesar de em alguns países o futebol ser predominantemente praticado por homens, 188 países possuem seleção feminina e campeonatos de futebol profissionais e amadores para mulheres.
As regras do futebol feminino são as mesmas do futebol masculino. Porém, as regras do futebol permitem ajustes para partidas entre mulheres (e também para deficientes físicos, menores de 16 anos e maiores de 35 anos). Não só o tamanho do campo e as dimensões da baliza podem ser modificadas, como peso e circunferência da bola e duração do jogo, cabendo a quem organiza determinada competição encontrar o padrão mais adequado.
Segundo a FIFA, a primeira partida oficial entre mulheres foi disputada no dia 23 de março de 1885, em Crouch End, Londres, Inglaterra. Os dois times foram divididos em Norte e Sul, representando as duas partes da cidade.

## História
As mulheres  tem sido importantes para o desenvolvimento e evolução do futebol até hoje. Os primeiros indícios datam desde o tempo da Dinastia Han (206 a.C. - 220 d.C.) em que elas jogavam uma variação do antigo jogo chamado TSU Chu. Há outros relatos que indicam que, no décimo quinto século, era usual que as mulheres desempenham jogos de bola, especialmente na França e na Escócia. Em 1863, foram definidas regras para prevenir a violência no jogo, enquanto que era socialmente aceitável para as mulheres. Segundo a FIFA, a primeira partida oficial entre mulheres foi disputada no dia 23 de março de 1885, em Crouch End, Londres, Inglaterra. Os dois times foram divididos em Norte e Sul, representando duas partes da cidade. Um jornal esportivo da época relatou:
| “ | “Verdade, jovens homens correriam mais e bateriam mais forte, mas, além disso, eu não posso acreditar que eles mostrariam qualquer outro conhecimento maior ou habilidade na execução. Eu não penso que o futebol feminino deva ser extinto por causa de importantes artigos escritos por velhos homens sem simpatia por tanto pelo futebol como um jogo quanto pelas aspirações de jovens mulheres. Se o futebol feminino morrer, será uma morte difícil”. | ” |

Porém, há relatos, de disputas antes desta data, como, por exemplo, uma competição anual, em Lothian, Escócia em 1790.
O documento mais conhecido sobre os inícios do futebol feminino remonta a 1894 quando Nettie Honeyball, uma ativista dos direitos da mulher, fundou o primeiro clube desportivo britânico chamado o Ladies Football Club. Honeyball, convicta de sua causa declarou que pretendia demonstrar que as mulheres poderiam alcançar a emancipação e ter um lugar importante na sociedade.
Lady Florence Dixie desempenhou um papel fundamental na criação do jogo, organizando jogos de exposição para caridade, e em 1895 ela se tornou presidente da British Ladies' Football Club, estipulando que "as jovens devem entrar no espírito do jogo com o coração e a alma." Ela providenciou uma turnê para a Escócia da equipe de futebol de Londres.
A Primeira Guerra Mundial, foram a chave para a superlotação de futebol feminino na Inglaterra. Porque muitos homens foram para o campo de batalha, já a mulher foi introduzida na força trabalhadora. Muitas fábricas tiveram suas próprias equipes de futebol que até então eram privilégio de homens. A mais exitosa destas equipes existe foi Dick, Kerr's Ladies of Preston, Inglaterra. A equipe foi bem sucedida, atingindo resultados como os de um jogo contra uma equipe escocesa que levou um "chocolate" de-0.
A equipa Dick, Kerr era a mais famosa da Inglaterra, chegando a atrair mais de 50 mil espectadores no Boxing Day de 1920.
Em 1921, a guerra já tinha acabado há três anos, as provas de futebol masculino estavam de regresso e a dinâmica imposta pelas mulheres era sentida mais como uma ameaça do que algo complementar. A Federação Inglesa de Futebol sentiu o novo paradigma e, pressionada por vários quadrantes, precipitou-se numa decisão que arrasou o crescimento da modalidade nas ilhas britânicas. Com o fim da guerra, entenderam que já não havia motivo lógico para que mulheres continuassem a praticar um desporto que se via como masculino. Por isso, a 5 de dezembro, a direção decidiu banir qualquer prática de futebol feminino nos estádios.
Isto levou à formação da English Ladies Football Association (Associação Inglesa de Futebol Feminino) cujo início foi difícil devido ao boicote da FA que levou mesmo a mulheres a jogarem em estádios de Rugby.
Após a Copa do Mundo 1966, o interesse dos amadores cresceu de tal forma que a FA decidiu voltar atrás e em 1969 criou o ramo feminino da FA. Em 1971, a UEFA instruiu seus respectivos parceiros a gerir e promover o futebol feminino e na Europa ele foi consolidado nos anos seguintes. Assim, países como a Itália, E.U.A. e o Japão têm ligas profissionais cuja popularidade não inveja o que é atingido pelos seus similares do sexo masculino.

### Futebol feminino no Brasil
Segundo o livro "Futebol, Carnaval e Capoeira - Entre as gingas do corpo brasileiro", de Heloísa Bruhns, enquanto os homens da elite brasileira começaram a praticá-lo no final do século XIX no Rio de Janeiro e em São Paulo, o grupo feminino que aderiu à prática do futebol era pertencente às classes menos favorecidas. Por conta disso, as mulheres que jogavam futebol eram consideradas "grosseiras, sem classe e malcheirosas". Às mulheres da elite cabia o papel de torcedoras. "As partidas de futebol masculinas eram um evento da alta sociedade e as mulheres se arrumavam para ir assistir aos jogos", afirma o livro.
Os primeiros registros de partidas mistas no país, com homens e mulheres juntos, datam de 1908 e 1909.
Em 1913, houve um evento beneficente, que foi considerado por muitos anos como a primeira partida de futebol feminino no Brasil. Anos depois, porém, foi descoberto que, na verdade, o time “feminino” era formado por jogadores do Sport Club Americano, campeão paulista daquele ano, vestidos de mulher, misturados a “senhoritas da sociedade”. Desta forma, considera-se que a primeira partida de futebol feminino no Brasil ocorreu em 1921, entre senhoritas dos bairros Tremembé e Cantareira, na zona norte de São Paulo, conforme noticiado pelo jornal A Gazeta.
Em 1941, aconteceu o primeiro jogo masculino apitado por uma mulher, num amistoso entre o Serrano de Petrópolis contra o América do Rio. Na ocasião, o árbitro passou mal e uma atleta da partida preliminar ao amistoso assumiu o apito.
Em 14 de Abril de 1941, durante a presidência de Getúlio Vargas, foi-se criado o Decreto-Lei 3199, proibindo a “prática de esportes incompatíveis com a natureza feminina”, entre eles o futebol. Este decreto-lei só seria revogado em 1979.
O Araguari Atlético Clube é considerado o primeiro clube do Brasil a formar um time feminino, que em meados de 1958, selecionou 22 meninas para um jogo benificiente em dezembro deste mesmo ano. O sucesso desta partida foi tão grande, que a revista "O Cruzeiro" fez matéria de capa sobre o acontecimento, pois até então, partidas femininas só ocorriam em circos ou em quadras de futsal. Com esta divulgação, houve, nos meses seguintes, vários jogos do time feminino do Araguari em cidades de Minas Gerais (Belo Horizonte inclusive) e também em Goiânia e Salvador. Em meados de 1959 a equipe feminina do Araguari foi desfeita, por pressão dos religiosos de Minas Gerais.
Em 1967, Asaléa de Campos Micheli, mais conhecida por Léa Campos, foi a primeira mulher a terminar um curso de arbitragem. O Decreto-Lei 3199 proibia as mulheres apenas de jogarem, mas não faziam menção sobre arbitragem. Essa brecha foi o que garantiu a Léa o direito de participar do curso de árbitros em Minas Gerais, feito no Departamento de Futebol Amador da Federação Estadual. Em entrevista ao programa Esporte Espetacular, da Rede Globo, em 2007, ela informou que não pode participar sequer da formatura do curso, por represálias machistas.
A primeira Seleção Brasileira de Futebol Feminino foi convocada pela CBF em 1988, para disputar, e vencer, o “Women’s Cup of Spain”.